# Aspiran (Rebsorte)

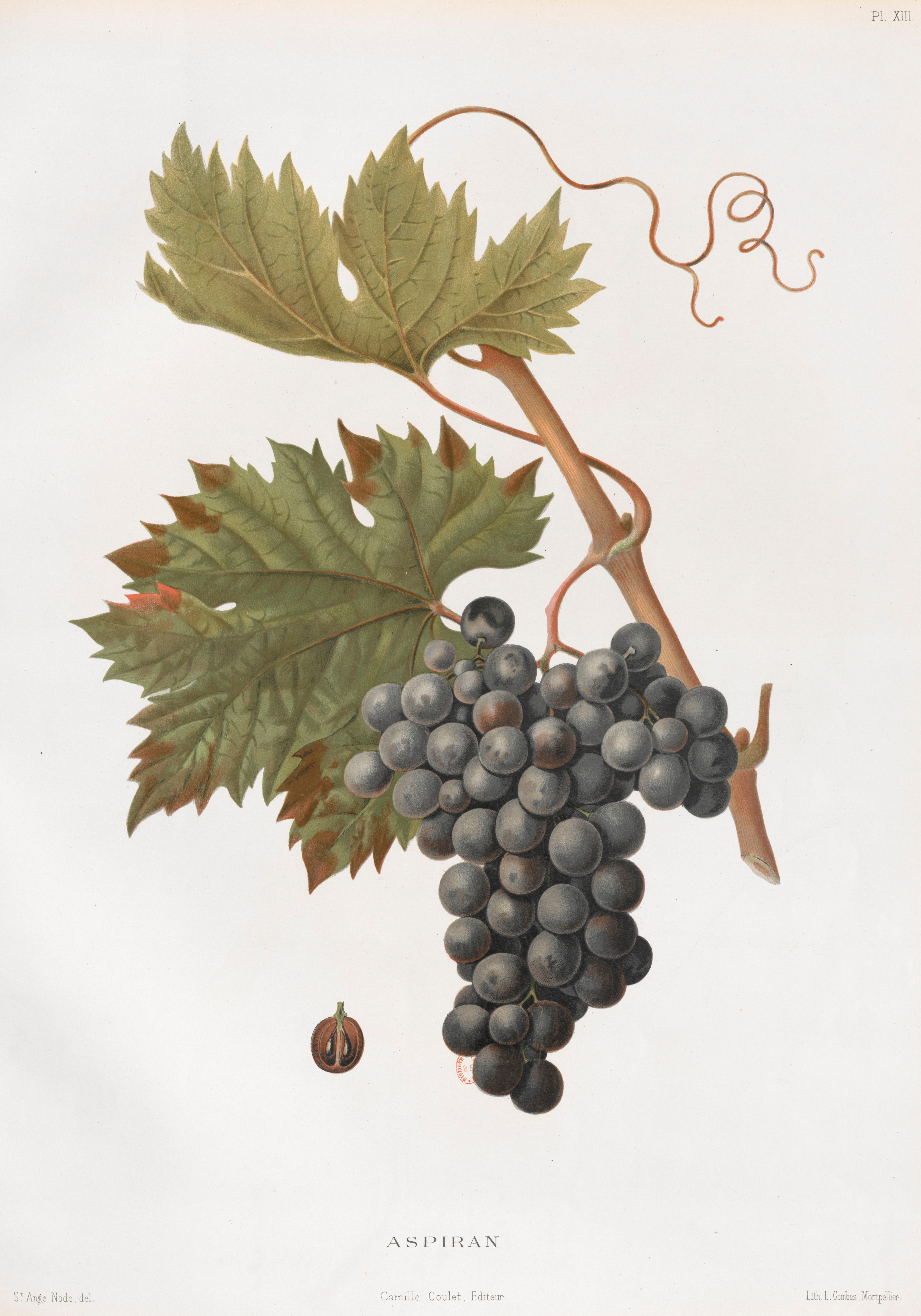
Aspiran-lithographie.

Die Rotweinsorte Aspiran (auch Aspiran Noir genannt) war bis zur Reblaus-Katastrophe im französischen Languedoc (besonders in den Départements Hérault und Gard) weit verbreitet. 1956 wurden aufgrund schwerer Fröste die Restbestände nahezu vollständig zerstört. Im Jahr 1988 waren daher nur noch sieben Hektar Rebfläche mit Aspiran bestockt. Neuanpflanzungen sind zurzeit nicht vorgesehen. 
Im Weinbauort Aspiran ist die Sorte unbekannt. Es wird daher vermutet, dass ihr historisch richtiger Name Espiran ist, so wie im 1686 erschienenen Werk Botanicum Monspeliense, sive Plantarum circa Monspelium nascentium index. Adduntur variarum plantarum descriptiones et icones. Cum appendice quae plantas de novo repertas continet et errata emendat. von Pierre Magnol beschrieben.
Lokal hatte die Rebsorte Aspiran auch eine große Bedeutung als Tafeltraube; überregionale Transporte übersteht die sehr dünnhäutige Beere jedoch nicht ohne Schaden zu nehmen. Als Tafeltraube kann die spätreifende Sorte in ihrem Anbaugebiet bereits Ende August – Anfang September gelesen werden. Gekeltert erbringt der Aspiran einen leichten, farbarmen, delikaten und leicht duftigen Wein, der als Verschnitt in den Appellationen Minervois und Minervois-La-Livinière zugelassen ist.
Vom Aspiran Noir gibt es auch Mutationen wie den Aspiran Blanc (weiße Rebsorte), Aspiran Gris (violettfarbige Beeren) und Aspiran Verdal (rosafarbige Beeren). 

## Synonyme
Die Rebsorte Aspiran ist auch unter den Namen Aspiran chernyi, Aspiran Noir, Aspirant, Épiran, Espiran, Peyral, Peyrar, Piran, Ribeyrenc, Rivairenc, Riverain, Riveyrenc, Riveyrene, Spiran, Verdai, Verdal und Verdal noir bekannt.

## Neuzüchtungen
Die Rebsorte Aspiran Bouschet wurde im Jahr 1865 von Henri Bouschet aus den Sorten Gros Bouschet (seinerseits eine Kreuzung aus den Sorten Aramon und Teinturier du Cher) und Aspiran gezüchtet.